# Rascal, l'orsetto lavatore
Rascal, l'orsetto lavatore (Rascal) è un film d'avventura del 1969 della Walt Disney Productions diretto da Norman Tokar ed interpretato da Elsa Lanchester, Steve Forrest e Bill Mumy, basato sul libro Un anno felice di Sterling North su un giovane e il suo procione domestico ambientato in Wisconsin.

## Trama
Sterling è un ragazzino rimasto orfano di madre che vive conl padre Willard, sempre fuori casa per affari, e la sorella maggiore Theo, che si sta trasferendo a Chicago dove ha un nuovo lavoro e un fidanzato e sta per ripartire per incontrare i futuri suoceri. Verso l'inizio delle vacanze estive Sterling trova nel bosco insieme al padre un cucciolo di procione che è stato accidentalmente abbandonato dalla madre, e non volendo abbandonarlo, decidi di portarlo a casa. Inizialmente i vicini, il signor Jenkins che ha un piccolo campo di granturco nella sua proprietà e il signor Shadwick cha ha un cavallo di nome Scompiglio che si spaventa facilmente, sono contrari, ma in men che non si dica il piccolo Rascal conquista i due signori. Prima di partire Theo chiede al padre di assumere una governante che la sostituisca, raccomandando la signora Satterfield (un ménage domestico consono per l’epoca); non volendo deludere la figlia Willard e Sterling incontrano la donna ma questa pretende che il cane e il piccolo procione, vengono cacciati, e su questo Williard decide di non assumere la donna.
Padre e figlio decidono così di vivere senza l’aiuto di una governante, ma convivendo con il cane fidato Wowser e Rascal. Mentre Willard si assenta per fare altri viaggi di lavoro, l’estate di Sterling trascorre in maniera spensierata e felice: lui e Rascal trascorrono le giornata facendo passeggiate nei boschi, andando al fiume a fare il bagno, costruendo la canoa progetta da Willard ma omettendo nelle lettere scritte a Theo il fatto che la signora Satterfield non è stata assunta. Purtroppo man mano che Rascal cresce inizia a creare problemi con i vicini: ruba i granturco del signor Jenkins, sgraffigna le uova dal pollaio del signor Shadwick e tanti altri "incidenti" che lo mettono nei guai con lo sceriffo, nonostante i tentativi di chiudergli ogni via di fuga dalla casa. L’insegnante di Sterling, la signorina Whalen, e il reverendo Thurman cercano di sorvegliare il ragazzo solo senza il genitore, in più la sua insegnante consiglia a Sterling di non affezionarsi troppo all'animale, perché arriverà il momento in cui dovrà lasciarlo libero, ma Sterling non crede potrà accadere. I guai con Rascal sembrano raggiungere il limite quando un'incursione al negozio di caramelle del paese costringe Sterling a mettere l'animale in gabbia. Ma sarà il suo provvidenziale aiuto al signor Shadwick, durante una corsa tra il suo cavallo Scompiglio e l'auto del signor Dabbett, un tipo sbruffone fissato con la sua automobile che sostiene che i "cavalli siano superati", che lo faranno diventare l'eroe del momento e a ottenere il perdono per tutte le sue marachelle.
Arrivato il giorno del ringraziamento, Theo torna a casa per presentare alla sua famiglia il fidanzato Norman, ma con sgomento scopre che la signora Satterfield non è mai stata assunta e trova la casa in completo disordine; Sterling giustifica la decisione di non assumere la governante che aveva raccomandato, menzionando l'odio che questa provava per gli animali, che per lui sono l'unica compagnia che riempie il vuoto lasciato dall'assenza continua del padre. Davanti a questa ammissione di solitudine Theo decide una volta per tutte di affrontare suo padre dicendogli come il suo comportamento egoista stia ferendo Sterling, e che se continuerà così lei dovrà rinunciare a sposare Norman per occuparsi di suo fratello; con queste parole Willard prende coscienza dei suoi doveri di padre, lascia il lavoro da sognatore, libera la figlia alla sua vita e aiuta Sterling, non più solo, a lasciar libero Rascal che per la prima volta da quando lo ha adottato lo ha morso mentre cercava di uscire di casa.
Benché gli spezzi il cuore separarsi dal suo amico, Sterling capisce che è arrivato il momento, di cui gli aveva parlato la signorina Whalen, così a bordo della sua canoa riporta Rascal nel bosco, dove sembra aver già trovato una femmina con cui accoppiarsi. I due amici si danno un ultimo saluto con Sterling che conserverà per sempre il ricordo di quella magnifica estate.

## Critica
Secondo Il Morandini "Inutile dire che il procione è il migliore sul campo e gli spettatori lo apprezzeranno".